# Tilicske község
Tilicske község (románul: Comuna Tilișca) község Szeben megyében, Romániában. Központja Tilicske, beosztott falva Ród.

## Fekvése
Szeben megye délnyugati részén, a Szebeni-havasok és az Erdélyi-medence határán helyezkedik el, Nagyszebentől 26 kilométerre. A DJ 106E megyei úton közelíthető meg.

## Népessége
1850-től a népesség alábbiak szerint alakult:
| Lakosok száma | 4402 | 3401 | 3238 | 3501 | 3056 | 2156 | 1899 | 1662 | 1574 | 1351 |
|               | 1850 | 1880 | 1900 | 1920 | 1941 | 1977 | 1992 | 2002 | 2011 | 2021 |

A 2011-es népszámlálás adatai alapján a község népessége 1574 fő volt, melynek 97,27%-a román és 1,02%-a roma. Vallási hovatartozás szempontjából a lakosság 98,03%-a ortodox.

## Nevezetességei
A község területéről az alábbi épületek szerepelnek a romániai műemlékek jegyzékében:
- a Ród 30. szám alatti ház 1872-ből (LMI-kódja SB-II-m-B-12524)
- a Ród 262. szám előtt álló kőkereszt 1877-ből (SB-IV-m-B-12633)
- a Ród 272. szám előtt álló kőkereszt 1871-ből (SB-IV-m-B-12632)
- a Ród 287. szám alatti faház 1825-ből (SB-II-m-B-20323)
- a Ród 387. szám alatti 19. századi ház (SB-II-m-B-12525)
- a tilicskei Szent Mihály és Gábriel arkangyalok templom (SB-II-m-B-12572)
- a Tilicske 293. szám előtt álló 19. századi kőkereszt (SB-IV-m-B-12638)

## Híres emberek
- Ródon született Florian Aaron (1805–1887) történész
- Tilicskén született Andreea Iridon(wd) (1999) román válogatott tornásznő[6]